# Hạt Delta
Hạt Delta thuộc loại hạt baryon, có khối lượng không thay đổi là 1232 MeV/c2. Hạt Delta được cấu tạo từ hạt quark up(u) và down(d).

## Thời gian sống
Tất cả các hạt Delta đều có thời gian sống ngắn (5.58±0.09)×10−24.

## Bảng về tính chất của các hạt Delta
| Tên hạt | Ký hiệu   | Các hạt quark được chứa | Khối lượng | I   | JP   | Q(e) | S | C | B' | T | Thời gian sống        | Phân hủy thành   |
| ------- | --------- | ----------------------- | ---------- | --- | ---- | ---- | - | - | -- | - | --------------------- | ---------------- |
| Delta   | Δ++(1232) | u                       | 1232±1     | 3⁄2 | 3⁄2+ | +2   | 0 | 0 | 0  | 0 | (5,58 ± 0,09) × 10−24 | p+π+             |
| Delta   | Δ+(1232)  | ud                      | 1232 ± 1   | 3⁄2 | 3⁄2+ | +1   | 0 | 0 | 0  | 0 | (5,58 ± 0,09) × 10−24 | π+n0 hoặc π0+p+  |
| Delta   | Δ0(1232)  | ud                      | 1232 ± 1   | 3⁄2 | 3⁄2+ | 0    | 0 | 0 | 0  | 0 | (5,58 ± 0,09) × 10−24 | π0+n0 hoặc π-+p+ |
| Delta   | Δ-(1232)  | d                       | 1232 ± 1   | 3⁄2 | 3⁄2+ | -1   | 0 | 0 | 0  | 0 | (5,58 ± 0,09) × 10−24 | π-+n0            |